# Кјаботи (Торино)
Кјаботи је насеље у Италији у округу Торино, региону Пијемонт.
Према процени из 2011. у насељу је живело 33 становника. Насеље се налази на надморској висини од 194 м.